# Lill-Mårdsjön, Lappland
Lill-Mårdsjön är en sjö i Vilhelmina kommun i Lappland och ingår i Gideälvens huvudavrinningsområde. Sjön har en area på 0,33 kvadratkilometer och ligger 439,5 meter över havet.

## Delavrinningsområde
Lill-Mårdsjön ingår i det delavrinningsområde (716109-157656) som SMHI kallar för Utloppet av Stor-Mårdsjön. Medelhöjden är 494 meter över havet och ytan är 28,35 kvadratkilometer. Det finns ett avrinningsområde uppströms, och räknas det in blir den ackumulerade arean 45,02 kvadratkilometer. Avrinningsområdets utflöde Gideälven mynnar i havet. Avrinningsområdet består mestadels av skog (61 procent) och sankmarker (20 procent). Avrinningsområdet har 1,24 kvadratkilometer vattenytor vilket ger det en sjöprocent på 4,4 procent.